# Бирлад (місто)
Би́рлад (Берладь, рум. Bârlad) — місто на сході Румунії, у повіті Васлуй. Розташоване в Румунській Молдові, на річці Бирлад. З населенням 78,6 тис. мешканців (2002) Бирлад — найбільше місто повіту. 1950 року Бирлад став центром регіону Бирлад, одного з п'ятнадцяти регіонів, що складали Румунську народну республіку. У той час у Західній Молдові тільки Сучава, Ясси, Бакеу і Галац, опріч Бирлада, користувалися статусом міста регіонального значення. Згодом Бирлад утратив статус центру регіони, ставши центром району в регіоні Ясси. Адміністративна реформа 1968 року розмістила Бирлад у повіті Васлуй.

## Географія
З географічної точки зору, муніципалітет Бирлад розташований неподалік від перехрещення паралелі 46° північної широти і меридіана 27° східної довготи. Місто лежить у східній частині Румунії. У фізико-географічному регіоні Молдовської височини Бирлад розташований у зоні переходу між пагорбами Фельч на сході і пагорбами Коліна на заході. Місто лежить у долині річки Бирлад, від якої бере свою назву.
У місцевості неподалік Бирлада розташовано багато долин річок, що зливаються. Дороги завжди будувалися вздовж долин річок, даючи місту добре дорожне сполучення з сусідніми містами. Аналалізуючи розвиток місцевості, географ Вінтіла Міхейлеску зараховує Бирлад до типових долинних торгових міст.
Найбільша високість на теренах міста складає 172 м, найменша — 89 м.

## Клімат
Температура повітря систематично вимірюється від 1896 року. Виміри дають такий середній показник: середньорічна температура складає 9,8 °C. Найгарячіший місяць — липень, із середньою температурою 21,4 °C, найхолодніший місяць — січень, із середньою температурою −3,6 °C. Екстремальні значення, що були записані на місцевій метеорологічній станції, такі: найвищу температуру, 39,7 °C, було зафіксовано 30 липня 1936 року, абсолютний мінімум, −30,5 °C, було зафіксовано 25 січня 1942 року.

## Історія
Бирлад був головним містом краю, де оселялися берладники з Русі. Із містом пов'язаний вигнаний перемишлянський князь Іван Берладник.

## Господарство
Вузол шосейних і залізничних шляхів. Залізнична станція на магістралі Ясси — Галац. Торговий центр сільськогосподарського району з підприємствами по обробці сільськогосподарської сировини. Кулькопідшипниковий завод і швейна фабрика, підприємства харчової та деревообробної промисловості.
Бирлад — центр зернового й виноградарського району.

## Відомі особистості
У поселенні народились:
- Константин Василіу-Решкану (1887—1980) — румунський військовий діяч.
- Єлена Бібеску (1855—1902) — румунська піаністка.

## Культура
У місті є державний театр.